# Atarjeas de Covarrubias
Atarjeas de Covarrubias är en ort i Mexiko.   Den ligger i kommunen Tonaya och delstaten Jalisco, i den södra delen av landet, 500 km väster om huvudstaden Mexico City. Atarjeas de Covarrubias ligger 1 043 meter över havet och antalet invånare är 180.
Terrängen runt Atarjeas de Covarrubias är varierad. Runt Atarjeas de Covarrubias är det ganska glesbefolkat, med 28 invånare per kvadratkilometer. Närmaste större samhälle är San Gabriel, 18,0 km söder om Atarjeas de Covarrubias. I omgivningarna runt Atarjeas de Covarrubias växer huvudsakligen savannskog.